# Domenico Modugno (1960)
Domenico Modugno (1960) è il 9º album di Domenico Modugno.
Nella sua discografia è il quarto (dei sette) album che si intitola con il suo nome e cognome.

## Il disco
Come era consuetudine in quegli anni, anche questo disco racchiude alcune canzoni già pubblicate su 45 giri.
Tra esse possiamo ricordare Le morte chitarre, in origine una poesia di Salvatore Quasimodo che il cantautore aveva messo in musica dopo aver ricevuto l'autorizzazione del poeta, Libero,  arrivata seconda pochi mesi prima al Festival di Sanremo, dove era stata presentata da Modugno in coppia con Teddy Reno, e Non sei più la mia bambina, scritta nel 1939 dal maestro Giovanni D'Anzi e portata al successo da Delia Lodi; da notare che nella pubblicazione su 45 giri la canzone era stata intitolata Tu non sei più la mia bambina.
La copertina del disco raffigura una foto a mezzo busto a colori di Modugno mentre suona la chitarra.
Gli arrangiamenti sono curati dai maestri Cinico Angelini (per Libero), Ennio Morricone (Apocalisse), Francesco Ferrari (Milioni di scintille) e Sonny Burke (Olympia), che dirigono le varie orchestre che hanno suonato nel disco nei rispettivi brani; per le altre canzoni non sono indicati gli arrangiatori, ma vi è l'indicazione che sono suonate da Domenico Modugno e il suo complesso (non sono però evidenziati i nomi dei singoli musicisti).
Una testa piena di sogni viene inserita nella colonna sonora del film Esterina di Carlo Lizzani (con Carla Gravina), mentre Più sola si trova nella colonna sonora di Adua e le compagne di Antonio Pietrangeli; in entrambe le pellicole recita lo stesso Modugno.

## Tracce
LATO A
1. Notte lunga notte (testo di Franco Migliacci; musica di Enrico Polito)
2. Una testa piena di sogni (testo e musica di Domenico Modugno)
3. Le morte chitarre (testo di Salvatore Quasimodo; musica di Domenico Modugno)
4. Apocalisse (testo e musica di Domenico Modugno)
5. Libero (testo di Domenico Modugno e Franco Migliacci; musica di Domenico Modugno)
6. Più sola (testo di Franco Migliacci; musica di Domenico Modugno)

LATO B
1. Milioni di scintille (testo di Maria Bertelli; musica di Domenico Modugno)
2. Non sei più la mia bambina (testo di Alfredo Bracchi; musica di Giovanni D'Anzi)
3. Hello amore (testo di Domenico Modugno e Franco Migliacci; musica di Domenico Modugno)
4. Nuda (testo e musica di Domenico Modugno)
5. Olympia (testo di Franco Migliacci; musica di Domenico Modugno)
6. Nel bene e nel male (testo di Domenico Modugno e Franco Migliacci; musica di Domenico Modugno)